# Bjargtangar

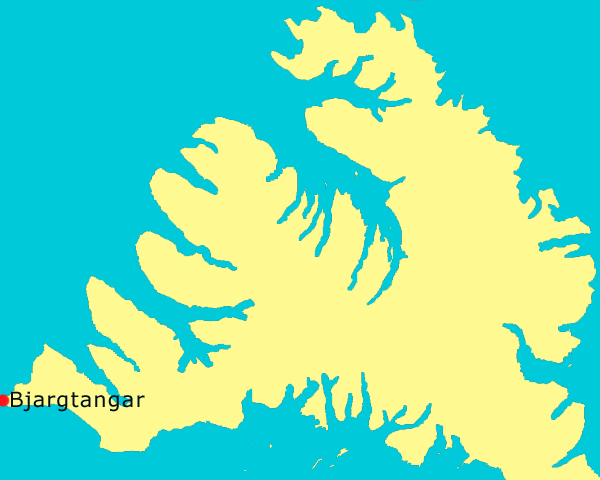
De ligging van Bjargtangar.

Bjargtangar is een landtong die het meest westelijke punt vormt van IJsland, en, op de Azoren (Ilhéu do Monchique) na, ook het meest westelijke punt van Europa.
Bjargtangar ligt in de regio Vestfirðir niet al te ver van het plaatsje Patreksfjörður. Er loopt een autoweg naar Bjargtangar en aan het einde daarvan is een parkeergelegenheid. Even verderop staat een vuurtoren.
Vlak bij Bjargtangar ligt Látrabjarg, een 14 kilometer lange klif met zeer steile wanden die vanuit zee loodrecht omhoog rijzen. Het hoogste punt is 441 meter hoog. Hier nestelen zeer vele zeevogels waarvan de papegaaiduiker de meest kleurrijke is. Omdat deze vogel een ondergronds hol maakt met een (lange) gang naar de buitenwereld, is de grond op diverse plaatsen nogal los van structuur en dat is meerdere bezoekers fataal geworden doordat die met afgebroken aardkluit en al de diepte zijn ingetuimeld.

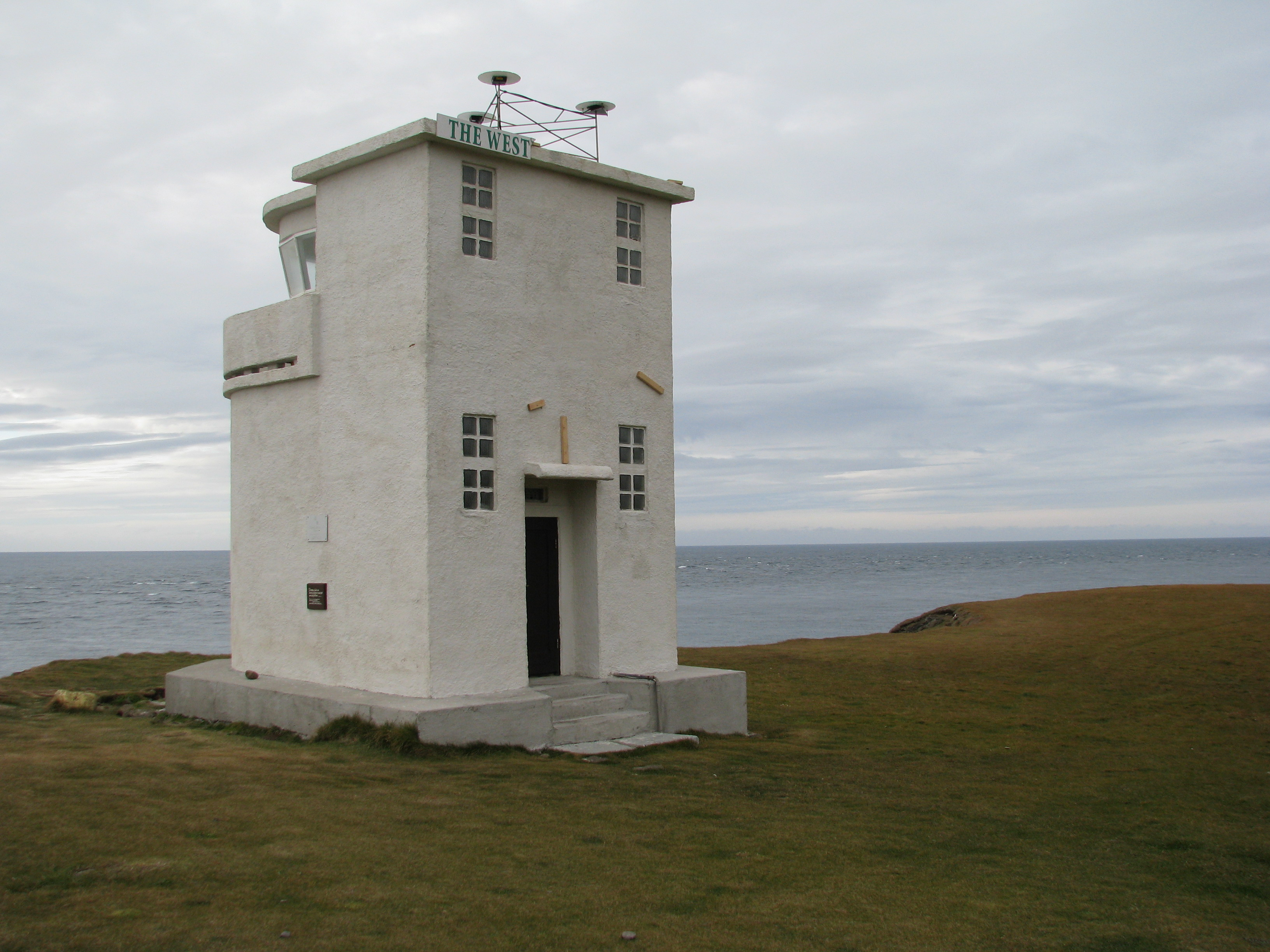
Vuurtoren van Bjargtangar.
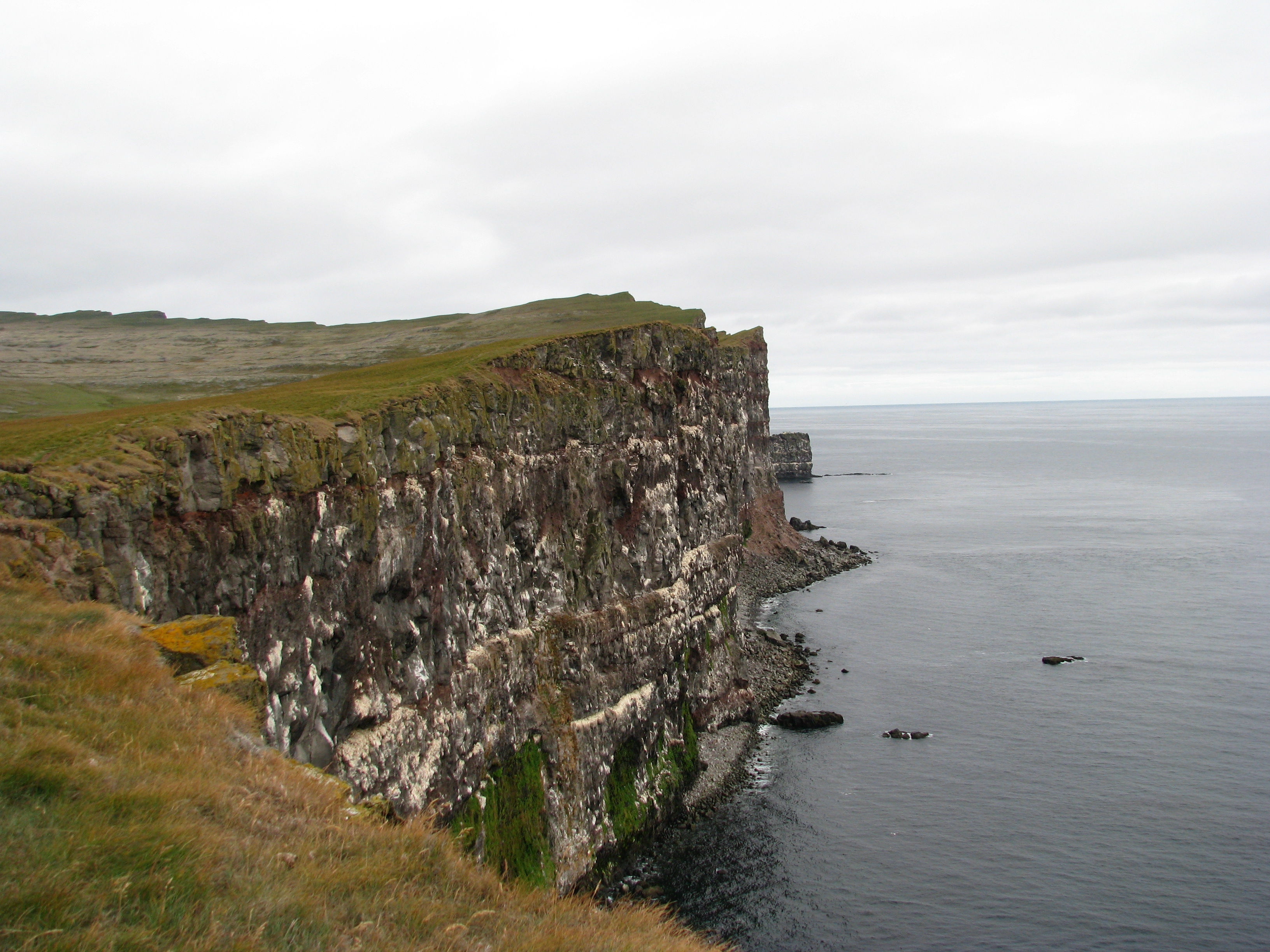
De kliffen van Látrabjarg.